# Dívka tvých snů
Dívka tvých snů, španělsky:La Nińa de tus ojos, je španělská filmová tragikomedie z roku 1998 režiséra  Fernanda Trueby, která byla natočena podle skutečných událostí z roku 1938. Příběh filmu pojednává o tehdejším dvojjazyčném (španělská a německá verze téhož námětu) natáčení milostného filmového příběhu, který se odehrává ve Španělské Andalusii. Natáčení filmu probíhá v berlínských filmových atelierech UFA (zde částečně zastupovány filmovými ateliéry na pražském Barrandově) na pozadí tehdejších historických událostí v době mezi právě skončenou španělskou občanskou válkou a počátkem druhé světové války. Ve snímku vystupuje i skutečná historická osobnost, prominentní nacistický ministr propagandy dr. Joseph Goebbels, velký znalec a podporovatel kinematografie a obdivovatel krásných hereček. 
Hlavní hvězdou snímku byla Penélope Cruz, která zde hraje mladičkou španělskou filmovou a pěveckou hvězdu Macarenu. Ve filmu si zahrála také řada českých herců: Miroslav Táborský, Jan Přeučil, Karel Dobrý, Bořivoj Navrátil, Jiří Knot, Oto Ševčík, Martin Faltýn, Petr Drozda, Rudolf Bok a další.

## Štáb
- režie: Fernando Trueba
- scénář: Manuel Ángel Egea, Rafael Azcona, David Trueba
- kamera: Javier Aguirresarobe
- hudba:	Antoine Duhamel
- výprava-architekt: Gerardo Vera
- kostýmy: Lala Huete, Sonia Grande
- střih:	Carmen Frías
- zvuk: Pierre Gamet
- produkce: Andrés Vicente Goméz, Cristina Huete, Eduardo Campoy

## Hrají
- Miroslav Táborský	  - Václav Passer, český tlumočník
- Penélope Cruz		  - Macarena Granada, herečka a zpěvačka
- Antonio Resines	  - Blas Fontiveros
- Neus Asensi		  - Lucia Gandio
- Jesús Bonilla		  - Bonilla
- Loles León		  - Trini Morenos
- Jorge Sanz		  - Julián Torralba
- Rosa Maria Sardá	  - Rosa Rosalesová
- Santiago Segura	  - Castillo
- Johannes Silberschneider - Joseph Goebbels
- Karel Dobrý	          - Leo
- Götz Otto	          - Heinrich
- Maria Barranco	          - velvyslancova žena
- Juan Luis Galiardo	  - španělský velvyslanec
- Hanna Schygulla	  - Magda Goebbelsová
- Heinz Rilling	          - Hippel
- Jan Přeučil	          - Franz Maisch, německý režisér
- Bořivoj Navrátil	  - Henkel
- Martin Faltýn	          - majitel židovské restaurace

## Ocenění
- Miroslav Táborský za svoji roli českého tlumočníka Václava Passera obdržel Goyovu cenu, španělskou obdobu Českého lva.